# David Roberts
David Roberts (Stockbridge, 24 de octubre de 1796-Londres, 25 de noviembre de 1864), fue un pintor romántico británico conocido por sus acuarelas y grabados de monumentos egipcios y españoles.

## Vida y obra

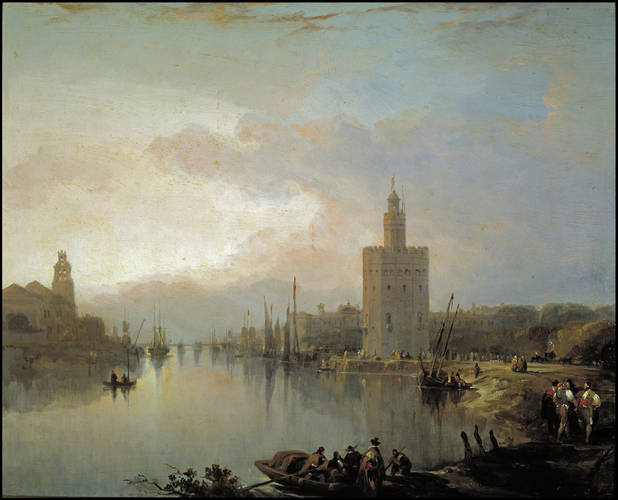
El Guadalquivir y la Torre del Oro. (Museo del Prado). En este cuadro vemos la luz del amanecer en un paisaje propio del romanticismo.

Roberts nació en Stockbridge, hoy día un suburbio de Edimburgo, en el ámbito de una familia de economía muy modesta. Su padre era zapatero y su madre ama de casa. Desde los diez años fue aprendiz de un pintor de casas. Uno de sus primeros trabajos fue como escenógrafo de una compañía de espectáculos ambulante.
En 1832-33, Roberts atravesó España y llegó hasta Tánger, tomando múltiples apuntes que de vuelta en Londres serían plasmados en litografías por otros artistas. Roberts realzaba los rincones que veía, mediante alteraciones de escala y sumando vegetación y demás elementos que aportaban un toque romántico y pintoresco a lugares ya de por sí evocadores. 
Las imágenes de España difundidas por Roberts alcanzaron gran éxito e impusieron una imagen novelesca y exótica de Andalucía, al igual que hizo la novela Carmen de Prosper Merimée. El pintor español Jenaro Pérez Villaamil acusó una clara influencia de Roberts, y años después, Gustave Doré recorrería España emulando su precedente.
Pero el mayor éxito de David Roberts se debe a su viaje a Egipto y regiones limítrofes, donde dibujó múltiples templos y rincones que luego se plasmarían en acuarelas, cuadros y grabados.  El propio Roberts afirmó que este viaje le aseguró el sustento para el resto de su vida pues le dio inspiración para producir obras en gran cantidad.

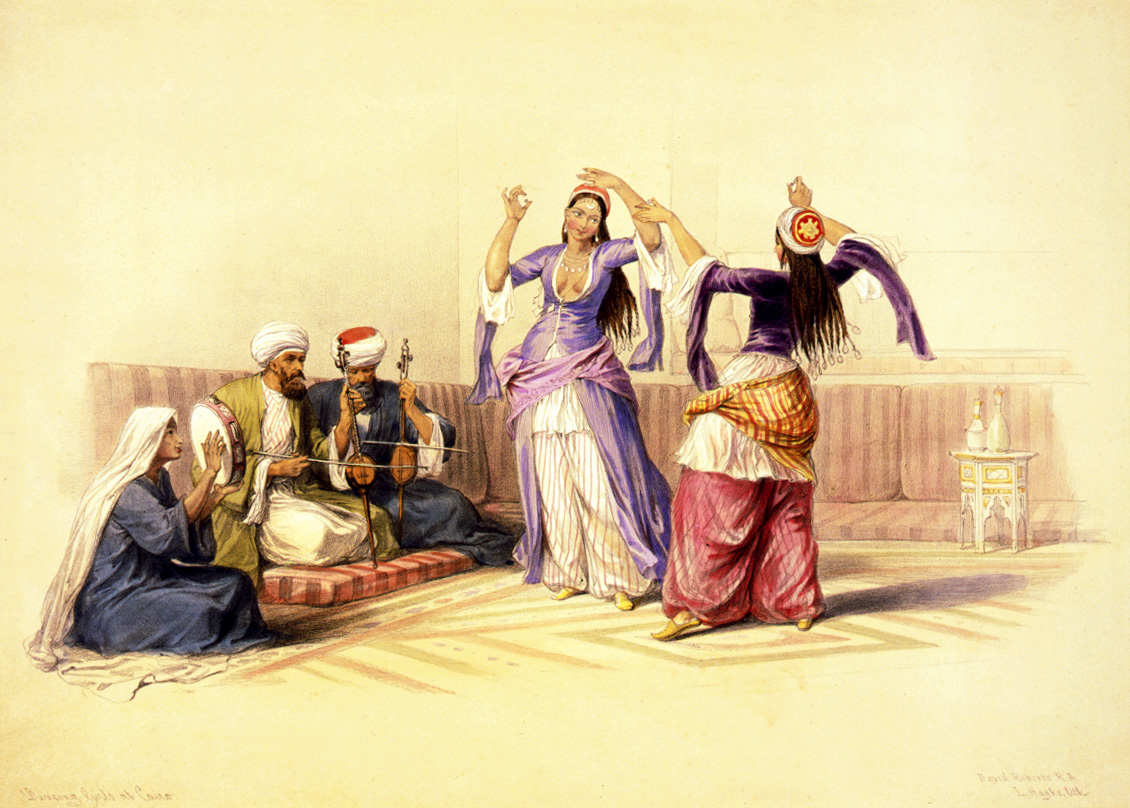
Bailarinas en El Cairo, 1846-49, litografía de Haghe a partir del original de Roberts.

Sus litografías sobre Egipto, ejecutadas por ayudantes siguiendo sus diseños, idealizaban las ruinas de Abu Simbel y demás monumentos mediante el uso del color y de texturas borrosas. Roberts no dudaba en añadir esfinges, relieves y demás ornamentos en las ruinas que veía, y les daba una escala gigante por contraste con las figuras de lugareños que incluía a escala diminuta. El conjunto de sus 248 litografías se ordena en seis volúmenes, dedicados los tres primeros a Egipto y Nubia.
Como reflejo de su éxito, Roberts fue hecho académico de la Royal Academy de Londres en 1841.
Tras el auge de estimación que experimentó en vida, David Roberts fue subestimado posteriormente y sus obras parecieron pasar de moda. Actualmente han recobrado valor en el mercado del arte, gracias al coleccionismo surgido en los países árabes entre la élite del petróleo.
El Museo del Prado posee cuatro pinturas de Roberts: La Torre del Oro (1833), Castillo de Alcalá de Guadaíra (hacia 1833), Interior de la mezquita de Córdoba (1838) y Capilla del Condestable (1855).